# Faculté de génie mécanique de l'université de Belgrade
La faculté de génie mécanique de l'université de Belgrade (en serbe cyrillique : Машински факултет Универзитета у Београду ; en serbe latin : Mašinski fakultet Univerziteta u Beogradu) est l'une des 31 facultés de l'université de Belgrade, la capitale de la Serbie. Sous sa forme actuelle, elle a été fondée en 1948. En 2013, son doyen est le professeur Milorad Milovančević.

## Organisation
La faculté est divisée en 24 départements :
- Département de contrôle automatique[5] ;
- Département de construction navale[6] ;
- Département d'aéronautique[7] ;
- Département de génie ferroviaire[8] ;
- Département de génie industriel[9] ;
- Département de mathématiques[10] ;
- Département de machinisme[11] ;
- Département de mécanique[12] ;
- Département de mécanique des fluides[13] ;
- Département des moteurs à combustion interne[14] ;
- Département des véhicules à moteur[15] ;
- Département de construction mécanique générale[16] ;
- Département des structures résistantes[17] ;
- Département de génie des équipements agricoles[18] ;
- Département de génie de la production[19] ;
- Département de génie des procédés[20] ;
- Département des systèmes d'armement[21] ;
- Département de théorie des mécanismes et des machines[22] ;
- Département de thermo-énergétique[23] ;
- Département de thermomécanique[24] ;
- Département de thermotechnique[25] ;
- Département de technologie des matériaux[26] ;
- Département de physique et de génie électrique[27] ;
- Département de machinerie hydraulique et des systèmes d'énergie[28].

## Quelques personnalités
- Božidar Vujanović (1930-2014), professeur, chercheur, académicien ;
- Dragan Šutanovac (né en 1968), homme politique, ancien ministre de la Défense.